# لينا التنير
لينا التنير (من مواليد 23 أكتوبر 1987، القاهرة) كانت لاعبة إسكواش مصرية محترفة مثلت منتخبها الوطني.
انخرطت لينا في لعب رياضة الاسكواش عندما كانت في الثانية عشرة من عمرها بفضل ابنة عمها هبة أبو عوف - بطلة قومية سابقة - وشقيقها محمد التنير، اللذان كانا يمارسا هذه الرياضة. تلقت لينا تدريبها في نادي الجزيرة بالقاهرة، على يد المدربين طلحة حسين ومحمد إسماعيل وأكرم يوسف.
وفازت كبطلة ناشئة بالعديد من الأحداث الوطنية والعديد من البطولات الدولية. منها بطولة ألمانيا المفتوحة للناشئين مرتين (2002 و2005)، وبطولة بريطانيا المفتوحة للناشئين (2006)، وحصلت على المركز الثاني في بطولة هولندا المفتوحة للناشئين في 2002. كما مثلّت مصر في بطولة العالم للناشئين في 2005.
كما حصلت على المركز الثالث في بطولة المنتخب الوطني للسباحة عندما كانت في الثانية عشرة من عمرها والمركز الثاني في الفريق الوطني للجمباز عندما كانت في الثامنة. وصلت لينا إلى أعلى مستوى احترافي لها عالمياً عندما حلت في المرتبة رقم 80 في أكتوبر 2006.

## وصلات خارجية
- لينا التنير على موقع SquashInfo.com (الإنجليزية)

- لينا التنير profile on the WISPA